# Гном-Рон 9K Mistral
Гном-Рон 9K Mistral — французский поршневой 9-цилиндровый авиадвигатель воздушного охлаждения, разработанный в 1931 году.

## История
Конструктивно, 9K представлял собой увеличенный Gnome-Rhône 7K с двумя дополнительными цилиндрами, который, в свою очередь также был укрупнённой версией предыдущей модели, Gnome-Rhône 5K (французской доработки британского двигателя Bristol Titan, выпускавшегося по лицензии).
Характерной особенностью K-серии моторов (в которую также входил 14-цилиндровый двухрядный 14K Mistral Major) была взаимозаменяемость основных компонентов (коленчатый вал, цилиндры, поршни, оси, задние крышки).
Кроме Франции, двигатель 9K также производился по лицензии в Румынии компанией IAR и в Италии компанией Piaggio (Piaggio P.IX).
СССР в 1934 году заключил контракт на производство двигателей 9K и 14K (под названиями M-75 и M-85), которое было поручено запорожскому заводу № 29. Однако, вскоре выпуск M-75 был прекращён в пользу М-85 и особенно М-25 (американский Wright Cyclone) работа над которым, в отличие от 9K, не сопровождалась саботажем со стороны продавца.

## Модификации
9K
9Kbr
9Kdrмощность 500 л. с. на уровне моря; длина с редукторами «0,5» и «0,666» — 1295 и 1297 мм, вес 355 и 360 кг, соответственно;
9Kdrsмощность 500 л. с. на 1500 м и 450 л. с. на 4000 м; длина 1323 и 1325 мм; вес 369 и 374 кг. На модели 9Kdrsd устанавливался одноступенчатый центробежный нагнетатель.
9Kers
9Kfr

## Применение
Франция
- Bernard 75
- Bernard HV-40
- Bernard H 52
- Breguet Calcutta (лицензионный Short S.8 Calcutta)
- CAMS 55/10
- Loire 70
- Morane-Saulnier M.S.225
- SNCAC NC.510
- Wibault 313
- Wibault 365

 Италия
- Savoia-Marchetti S.73 (для бельгийской компании Sabena; на ранних 700-сильные Gnome-Rhône 9Kfr затем 770-сильные Piaggio Stella P.IX)
- Savoia-Marchetti SM.81 (Piaggio Stella P.IX R.C.40)

 Румыния
- IAR-15 (двигатель IAR 9KIc40)